# منبی
منبی (به انگلیسی: Manby) یک روستا و محله مدنی در بریتانیا است که در لیندسی شرقی واقع شده‌است. منبی ۷۵۹ نفر جمعیت دارد.